# ویتولد آدامک
ویتولد آدامِک (لهستانی: Witold Adamek؛ ‏۷ نوامبر ۱۹۴۵–۱۸ فوریه ۲۰۱۷) تهیه‌کننده، فیلم‌نامه‌نویس، فیلم‌بردار و کارگردان اهل لهستان است.
از فیلم‌ها یا مجموعه‌های تلویزیونی که وی در آن‌ها نقش داشته‌است، می‌توان به سرنوشت‌های لهستانی، قمار فوتبال، شال‌گردن زرد، مادر پادشاهان، منم، دزد، بچه‌ها و ماهی، زنجیره احساسات، قهرمان سال، دریاچهٔ کُنستانس، با گذشتِ روزها، از پسِ سال‌ها…، دیروز، فیلمی کوتاه درباره عشق و پست اشاره نمود.